# Oxalis norlindiana
Oxalis norlindiana là một loài thực vật thuộc họ Oxalidaceae. Đây là loài đặc hữu của Ecuador.